# Фроловский сельсовет (Курганская область)
Фроловский сельсовет — упразднённые административно-территориальная единица и муниципальное образование со статусом сельского поселения в составе Целинного района Курганской области.
Административный центр — село Фроловка.
Законом Курганской области от 29.06.2021 № 73 к 9 июля 2021 года сельсовет упразднён в связи с преобразованием муниципального района в муниципальный округ.

## История
В соответствии с Законом Курганской области от 6 июля 2004 года № 419 сельсовет наделён статусом сельского поселения.

## Население
| 1989 | 2002 | 2004 | 2010 | 2012 | 2013 | 2014 |
| ---- | ---- | ---- | ---- | ---- | ---- | ---- |
| 581  | ↘564 | ↘550 | ↘402 | ↘393 | ↘375 | ↘368 |
| 2015 | 2016 | 2017 | 2018 | 2019 | 2020 |      |
| ↘362 | ↘349 | ↘345 | ↘332 | ↘316 | ↘315 |      |

## Состав сельского поселения
| № | Населённый пункт | Тип населённого пункта       | Население |
| - | ---------------- | ---------------------------- | --------- |
| 1 | Рыбное           | деревня                      | ↘242      |
| 2 | Фроловка         | село, административный центр | ↘160      |